# Miniopterus ambohitrensis
Miniopterus ambohitrensis és una espècie de ratpenat de la família dels minioptèrids. És endèmic dels altiplans del centre i nord de Madagascar. Es tracta d'un ratpenat petit, amb els avantbraços de 37–42 mm. S'alimenta d'insectes. Com que fou descoberta fa poc, l'estat de conservació d'aquesta espècie encara no ha estat avaluat formalment.